# Soccer aux États-Unis
Le soccer (football association) aux États-Unis est géré par la Fédération des États-Unis de soccer et par des ligues privées. Il compte 4,18 millions de licenciés en 2010, ce qui place le pays au deuxième rang mondial derrière l'Allemagne.

## Histoire du soccer masculin aux États-Unis
Le soccer n'a jamais atteint le niveau de popularité de sports d'équipe majeurs que sont le baseball, le football américain, le basket-ball ou le hockey sur glace aux États-Unis. Cela tient à plusieurs facteurs parmi lesquels le soccer était perçu comme un sport importé de l'ancienne métropole (l'Angleterre) ou par les immigrants. Cependant, la Coupe du monde de football de 1994 organisée par les États-Unis est considérée comme un succès et l'équipe féminine américaine obtient aujourd'hui des résultats intéressants au niveau international : elle a remporté 4 fois la Coupe du monde de football féminin (1991,1999,2015,2019)

## Ligues fermées
La différence notable entre le soccer professionnel aux États-Unis et au Canada et le football ailleurs à travers le monde est le système de franchise où une équipe est admise dans une ligue professionnelle « fermée », caractéristique des sports majeurs nord-américains. Il n'existe donc pas de système de promotion/relégation malgré de nombreuses demandes allant dans ce sens ces dernières années.
Les équipes professionnelles aux États-Unis sont regroupées de ligues souvent divisées en conférences. Les vainqueurs de ces conférences se rencontrent alors dans des séries éliminatoires de fin de saison régulière pour désigner l'équipe championne. Certains clubs professionnels possèdent des équipes réserves qui évoluent dans des ligues inférieures sur le même fonctionnement . 
Pour le soccer comme pour les autres sports majeurs américains, ces ligues fermées sont des organismes privés néanmoins rattachés à la fédération. 

### North American Soccer League

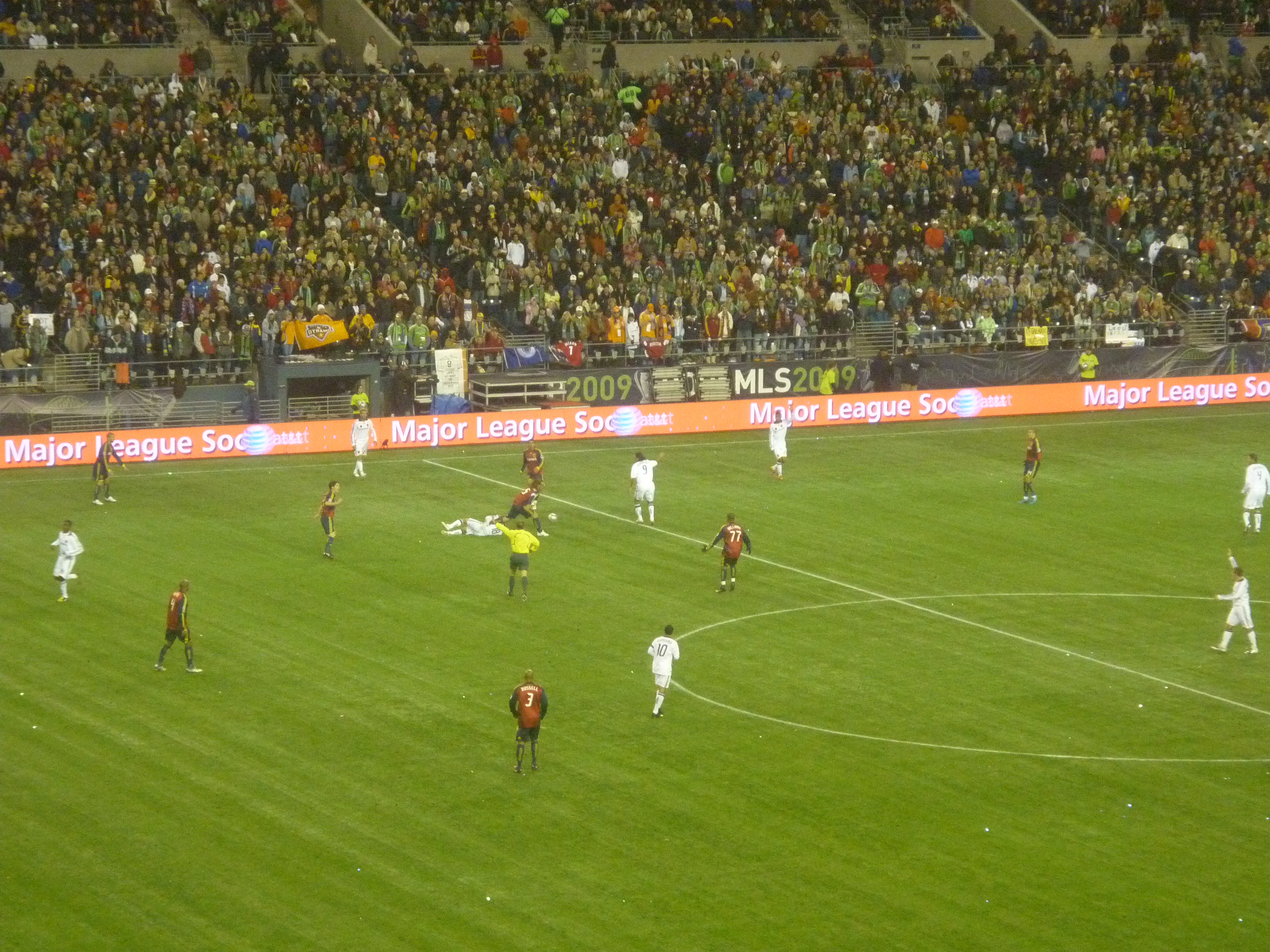
Finale de la Major League Soccer 2009

Après des années de balbutiement et de ligues s'opposant, un championnat professionnel de soccer masculin appelé la North American Soccer League (NASL) voit le jour en 1968. Mais dès sa naissance, la NASL prend modèle sur les autres grandes ligues professionnelles nord-américaines telles que la LNH, la NBA, ou la NFL : les clubs sont des franchises, entreprises ayant pour but premier de prospérer (dans certains cas, déménagent d'une ville à l'autre) avant de faire de bons résultats.
La NASL recrute des stars en fin de carrière à des salaires mirobolants, telles que Pelé, Franz Beckenbauer, Johan Cruijff ou Eusebio, pour privilégier le spectacle au jeu, et à la formation de futurs joueurs professionnels.
La NASL finira par cesser ses activités en 1984.

### De la NASL à la MLS
La faillite de la NASL décourage les plus gros investisseurs, mais la FIFA pose comme condition à l'organisation aux États-Unis de la Coupe du monde 1994 la mise en place d'un championnat professionnel à caractère national. Les Américains traînent des pieds, mais tiennent tout de même parole en 1996 avec la création de la Major League Soccer (MLS).

### Hiérarchie des championnats masculins
| De          | À           | Niveau I                     | Niveau II                                                                            | Niveau II                                                                            | Niveau III | Niveau III | Niveau IV | Niveau IV                      |
| ----------- | ----------- | ---------------------------- | ------------------------------------------------------------------------------------ | ------------------------------------------------------------------------------------ | --- | --- | --- | ------------------------------ |
| 1968        | 1984        | North American Soccer League |                                                                                      |                                                                                      | | | |                                |
| 1985        | 1989        | Pas de championnat national  | Pas de championnat national                                                          | Pas de championnat national                                                          | Pas de championnat national | Pas de championnat national | Pas de championnat national | Pas de championnat national    |
| 1990        | 1994        |                              | American Professional Soccer League                                                  | American Professional Soccer League                                                  | | | |                                |
| 1995        | 1995        |                              | A-League                                                                             | A-League                                                                             | USISL Pro League (1995) USISL Pro League (1996) USISL D-3 Pro League (1997-1998) USL D3 Pro League (1999-2002) USL Pro Select League (2003-2004) USL Second Division (2005-2009) USL Pro (2010-2014) United Soccer League (2015-2016) | USISL Pro League (1995) USISL Pro League (1996) USISL D-3 Pro League (1997-1998) USL D3 Pro League (1999-2002) USL Pro Select League (2003-2004) USL Second Division (2005-2009) USL Pro (2010-2014) United Soccer League (2015-2016) | USISL Premier League (1995-1996) Premier Development Soccer League (1997-1998) Premier Development League (1999-2018) USL League Two (2019-) |                                |
| 1996        | 1996        | Major League Soccer          | A-League                                                                             | USISL Select League (en)                                                             | USISL Pro League (1995) USISL Pro League (1996) USISL D-3 Pro League (1997-1998) USL D3 Pro League (1999-2002) USL Pro Select League (2003-2004) USL Second Division (2005-2009) USL Pro (2010-2014) United Soccer League (2015-2016) | USISL Pro League (1995) USISL Pro League (1996) USISL D-3 Pro League (1997-1998) USL D3 Pro League (1999-2002) USL Pro Select League (2003-2004) USL Second Division (2005-2009) USL Pro (2010-2014) United Soccer League (2015-2016) | USISL Premier League (1995-1996) Premier Development Soccer League (1997-1998) Premier Development League (1999-2018) USL League Two (2019-) |                                |
| 1997        | 1998        | Major League Soccer          | USISL A-League (1997-1998) USISL A-League (1999-2004) USL First Division (2005-2009) | USISL A-League (1997-1998) USISL A-League (1999-2004) USL First Division (2005-2009) | USISL Pro League (1995) USISL Pro League (1996) USISL D-3 Pro League (1997-1998) USL D3 Pro League (1999-2002) USL Pro Select League (2003-2004) USL Second Division (2005-2009) USL Pro (2010-2014) United Soccer League (2015-2016) | USISL Pro League (1995) USISL Pro League (1996) USISL D-3 Pro League (1997-1998) USL D3 Pro League (1999-2002) USL Pro Select League (2003-2004) USL Second Division (2005-2009) USL Pro (2010-2014) United Soccer League (2015-2016) | USISL Premier League (1995-1996) Premier Development Soccer League (1997-1998) Premier Development League (1999-2018) USL League Two (2019-) |                                |
| 2003        | 2009        | Major League Soccer          | USISL A-League (1997-1998) USISL A-League (1999-2004) USL First Division (2005-2009) | USISL A-League (1997-1998) USISL A-League (1999-2004) USL First Division (2005-2009) | USISL Pro League (1995) USISL Pro League (1996) USISL D-3 Pro League (1997-1998) USL D3 Pro League (1999-2002) USL Pro Select League (2003-2004) USL Second Division (2005-2009) USL Pro (2010-2014) United Soccer League (2015-2016) | USISL Pro League (1995) USISL Pro League (1996) USISL D-3 Pro League (1997-1998) USL D3 Pro League (1999-2002) USL Pro Select League (2003-2004) USL Second Division (2005-2009) USL Pro (2010-2014) United Soccer League (2015-2016) | USISL Premier League (1995-1996) Premier Development Soccer League (1997-1998) Premier Development League (1999-2018) USL League Two (2019-) | National Premier Soccer League |
| 2010        | 2010        | Major League Soccer          | USSF Division 2 Professional League                                                  | USSF Division 2 Professional League                                                  | USISL Pro League (1995) USISL Pro League (1996) USISL D-3 Pro League (1997-1998) USL D3 Pro League (1999-2002) USL Pro Select League (2003-2004) USL Second Division (2005-2009) USL Pro (2010-2014) United Soccer League (2015-2016) | USISL Pro League (1995) USISL Pro League (1996) USISL D-3 Pro League (1997-1998) USL D3 Pro League (1999-2002) USL Pro Select League (2003-2004) USL Second Division (2005-2009) USL Pro (2010-2014) United Soccer League (2015-2016) | USISL Premier League (1995-1996) Premier Development Soccer League (1997-1998) Premier Development League (1999-2018) USL League Two (2019-) | National Premier Soccer League |
| 2011-2016   | 2011-2016   | Major League Soccer          | North American Soccer League                                                         | North American Soccer League                                                         | USISL Pro League (1995) USISL Pro League (1996) USISL D-3 Pro League (1997-1998) USL D3 Pro League (1999-2002) USL Pro Select League (2003-2004) USL Second Division (2005-2009) USL Pro (2010-2014) United Soccer League (2015-2016) | USISL Pro League (1995) USISL Pro League (1996) USISL D-3 Pro League (1997-1998) USL D3 Pro League (1999-2002) USL Pro Select League (2003-2004) USL Second Division (2005-2009) USL Pro (2010-2014) United Soccer League (2015-2016) | USISL Premier League (1995-1996) Premier Development Soccer League (1997-1998) Premier Development League (1999-2018) USL League Two (2019-) | National Premier Soccer League |
| 2017        | 2017        | Major League Soccer          | North American Soccer League                                                         | United Soccer League                                                                 | | | USISL Premier League (1995-1996) Premier Development Soccer League (1997-1998) Premier Development League (1999-2018) USL League Two (2019-) | National Premier Soccer League |
| 2018        | 2018        | Major League Soccer          | United Soccer League (2018) USL Championship (2019-)                                 | United Soccer League (2018) USL Championship (2019-)                                 | | | USISL Premier League (1995-1996) Premier Development Soccer League (1997-1998) Premier Development League (1999-2018) USL League Two (2019-) | National Premier Soccer League |
| depuis 2019 | depuis 2019 | Major League Soccer          | United Soccer League (2018) USL Championship (2019-)                                 | United Soccer League (2018) USL Championship (2019-)                                 | USL League One | National Independent Soccer Association | USISL Premier League (1995-1996) Premier Development Soccer League (1997-1998) Premier Development League (1999-2018) USL League Two (2019-) | National Premier Soccer League |

- Championnat organisé par la North American Soccer League (NASL)
- Championnat organisé par l'American Professional Soccer League (APSL)
- Championnat organisé par les United Soccer Leagues (USL)
- Championnat organisé par la Major League Soccer (MLS)
- Championnat organisé par la Fédération des États-Unis de soccer (USSF)
- Championnat organisé par la National Independent Soccer Association (NISA)
- Délimitation entre championnats professionnels et amateurs

## Histoire du soccer féminin aux États-Unis
Aux États-Unis, c'est le sport scolaire et les universités qui rendent possible le dynamisme du football féminin. L'adoption le 23 juin 1972 du Title IX permettant de financer le sport féminin scolaire et universitaire américain est déterminant. Le football féminin en profite pleinement même si la pratique à haut niveau se limite seulement à quelques universités américaines: North Carolina Tar Heels au premier chef. Disposant d'une base de joueuses considérable de plusieurs millions de pratiquantes (plus que toutes les nations de l'UEFA réunies), on voit émerger une équipe nationale américaine de premier plan qui remporte deux Coupes du monde en 1991 et 1999, trois médailles d'or et une d'argent lors des quatre tournois olympiques (1996-2008). Contrairement à sa version masculine, le tournoi olympique féminin met en présence les meilleures formations, sans conditions d'âge et s'impose dès sa première édition en 1996 comme l'un des rendez-vous majeurs du calendrier. 
Contrairement à la plupart des nations de football, la croissance du football féminin aux États-Unis a contribué à accroître l'intérêt global pour le soccer aux États-Unis. Les Coupes du monde féminine de la FIFA ont eu lieu en 1999 et 2003 aux États-Unis, et l'équipe nationale féminine a  émergé comme l'une des meilleures équipes nationales dans le monde. Elles sont en 2010-2011 classées premières dans le classement mondial féminin de la FIFA, et ont remporté deux des cinq Coupes du monde Féminine de la FIFA (en 1991 et 1999) tenues à ce jour. Elles ont également remporté des médailles d'or dans trois des quatre tournois  olympiques de football féminin tenues à ce jour (1996, 2004, 2008). La foule de plus de 90 000 supporteurs au Rose Bowl Stadium pour la Coupe du monde féminine de la FIFA 1999 reste historiquement la plus grande foule dans le monde pour assister à un événement sportif féminin.
Le plus haut niveau de soccer féminin aux États-Unis, c’est la Women's Professional Soccer (WPS), dans lequel participent six équipes professionnelles. La ligue connait malheureusement une instabilité commerciale dans ses trois premières saisons (fermeture de 3 de ses équipes pour des motifs financiers) un litige juridique avec Dan Borislow, le propriétaire du magicJack. Le 30 janvier 2012, la Women's Professional Soccer annonce la suspension de ses activités pour la saison 2012. Au deuxième niveau de la pyramide féminine, il existe 3 championnats différents : ainsi coexistent le championnat de la W-League, ligue semi-professionnelle qui regroupe 30 clubs (dont 8 clubs canadiens), le championnat de la Women's Premier Soccer League (WPSL) qui regroupe 75 clubs amateurs américains, puis la Women's League Soccer, une nouvelle ligue professionnelle créée en 2010 avec 6 équipes du Midwest . Après la suspension des activités de la Women's Professional Soccer, la Women's Premier Soccer League (WPSL) crée une ligue supplémentaire la WPSL Elite League. Cette Ligue regroupe pour la saison 2012 des clubs de l'ancienne Women's Professional Soccer avec quelques-uns des meilleurs clubs de la WPSL.
Contrairement au soccer masculin américain, le soccer féminin doit sa croissance au soccer universitaire. En conséquence, des programmes de soccer pour les femmes sont en place dans des dizaines de collèges et d'universités à travers la NCAA: Trois divisions composent la compétition féminine. Ces Championnats scolairees n'ont cessé de croître en taille, culminant actuellement 64 équipes en Division 1. Ces équipes de haut niveau sont devenues un conduit principal de talent pour les ligues  Women's Professional Soccer, W-League et Women's Premier Soccer League.
Sous ces niveaux supérieurs, compétitionnent de nombreuses ligues régionales bien organisés localement. La croissance du nombre de jeunes filles participant à des équipes  de soccer amateur atteint le 2,7 millions de participantes en 2000. Cela rend le soccer, le sport le plus joué parmi les femmes et les filles aux États-Unis.

### Hiérarchie des championnats féminins
De 2009 à 2011, la Women's Professional Soccer (WPS) représente la plus haut niveau dans la hiérarchie du soccer féminin aux États-Unis. Le deuxième niveau est représenté par les championnats de la W-League, de la Women's Premier Soccer League et de la Women's League Soccer. Il n'y a pas de système de promotion et de relégation des équipes entre les ligues inférieures et la ligue supérieure. Cependant les joueuses ont la possibilité de graduer dans une ligue de niveau supérieur ou le cas contraire d'être reléguées dans une ligue au calibre de jeu inférieur.
En janvier 2012, la WPS interrompt ses activités en prévision de la saison 2012 par manque de clubs participants et par une poursuite judiciaire avec Dan Borislow (le propriétaire du magicJack), mais un retour est prévu pour 2013. Le 18 mai 2012, la WPS annonce qu'elle met définitivement fin a son existence et qu'elle ne reviendra pas en activité pour la saison 2013. Devant cette situation, la W-League (par le biais de ses équipes locales) met sous contrat, pour la saison 2012, de nombreuses joueuses  anciennes professionnelles de la WPS. Pour sa part, l'autre ligue de deuxième niveau, la Women's Premier Soccer League crée une nouvelle ligue, la WPSL Elite League.
| De   | À    | Niveau I                              | Niveau II | Niveau III              | Niveau IV                                                                   | Niveau V |
| ---- | ---- | ------------------------------------- | --- | ----------------------- | --------------------------------------------------------------------------- | --- |
| 1995 | 2000 | Aucune ligue féminine professionnelle | United States Interregional Women's League (fondée en 1995) et Women's Premier Soccer League (fondée en 1997) | NCAA Première Division  | NCAA Deuxième et Troisième Division,Pacific Coast Soccer League             | |
| 2001 | 2003 | Women's United Soccer Association     | W-League et Women's Premier Soccer League                                                                     | NCAA Première Division, | NCAA Deuxième et Troisième Division, Pacific Coast Soccer League,           | |
| 2004 | 2008 | Aucune ligue féminine professionnelle | W-League et Women's Premier Soccer League                                                                     | NCAA Première Division. | NCAA Deuxième et Troisième Division et Pacific Coast Soccer League          | Super League-20 (filles U18, U19 et U20), Super Y-League (filles U-13, U-14, U-15, U-16 et U-17) mises en place en 2006 |
| 2009 | 2011 | Women's Professional Soccer           | W-League, Women's Premier Soccer League et Women's League Soccer (fondé en 2010)                              | NCAA Première Division, | NCAA Deuxième et Troisième Division, et Pacific Coast Soccer League,        | Super League-20 et Super Y-League                                                                                       |
| 2012 | 2015 | W-League et WPSL Elite League         | Women's Premier Soccer League et Women's League Soccer                                                        | NCAA Première Division, | NCAA Deuxième et Troisième Division, et Pacific Coast Soccer League,        | Super League-20 et Super Y-League                                                                                       |
| 2015 |      | National Women's Soccer League (2012) | Women's Premier Soccer League(1997) Women's League Soccer (2010)                                              | NCAA Première Division  | NCAA Deuxième Division NCAA Troisième Division Pacific Coast Soccer League, | Super League-20 et Super Y-League                                                                                       |